# Tepidanaerobacter syntrophicus
Tepidanaerobacter syntrophicus è una specie di batterio appartenente alla famiglia delle Thermoanaerobacteriaceae.